# Katalysezyklus

Katalysezyklus am Beispiel der Hydroformylierung

Ein Katalysezyklus ist ein mehrstufiger Reaktionsmechanismus, an dem ein Katalysator beteiligt ist. Der Katalysezyklus ist eine wichtige Methode zur Beschreibung der Rolle von Katalysatoren in der Biochemie, der metallorganischen Chemie, der bioanorganischen Chemie, der Materialwissenschaft und anderer Gebiete.
Da die Katalysatoren erneuert werden, werden Katalysezyklen in der Regel als eine Abfolge von chemischen Reaktionen in Form eines Zyklus beschrieben. Der erste Schritt einer solchen Schlaufe besteht in der Bindung eines oder mehrerer Reaktanten durch den Katalysator, der letzte Schritt in der Freisetzung des Produkts und der Regeneration des Katalysators. 
Ein katalytischer Zyklus ist nicht unbedingt ein vollständiger Reaktionsmechanismus. Es kann zum Beispiel sein, dass die Zwischenprodukte nachgewiesen wurden, aber nicht bekannt ist, durch welche Mechanismen die eigentlichen Elementarreaktionen ablaufen.
Mit dem Konzept des Katalysezyklus ist der Begriff der Wechselzahl oder Turnover Frequency (TOF) sowie der Begriff der Umsatzzahl oder Turnover Number (TON) verknüpft. Die Wechselzahl beschreibt in die Anzahl der katalytischen Zyklen, die ein bestimmter Katalysator pro Zeitspanne  durchläuft. Die Umsatzzahl beschreibt die Anzahl der katalytischen Zyklen, die ein Katalysator bis zu seinem Aktivitätsabfall durchläuft. Die Wechselzahl ist eine Frequenz mit der Einheit Zeiteinheit−1, während die Umsatzzahl dimensionslos ist.
Bekannte biochemische Katalysezyklen sind etwa der durch Hans Adolf Krebs entdeckte Harnstoffzyklus, der Citratzyklus sowie der Glyoxylatzyklus.
In einem katalytischen Zyklus wird die Gesamtgeschwindigkeit durch den langsamsten Reaktionsschritt bestimmt. Insbesondere in heterogenen katalytischen Kreisläufen kann dies der Transport der Reaktanten zum Katalysator sein. In diesem Fall ist der Katalysator inaktiv, solange er auf die Reaktanten wartet.
In der metallorganischen Komplexkatalyse durchläuft der Katalysezyklus oft die Schritte:
1. Bildung der aktiven Katalysatorspezies (Prä-Kat → Kat)
2. oxidative Addition eines Substrats an den Katalysator (A + Kat → A-Kat)
3. Komplexbildung eines Substrats mit dem Katalysator (A-Kat + B → A-Kat-B)
4. Insertion eines Substrats in eine Substrat-Katalysator-Bindung (A-Kat-B → C-Kat)
5. gegebenenfalls eine Umlagerung
6. reduktive Eliminierung des Produktes unter Freisetzung des Katalysators und des Produkts (C-Kat → C + Kat).